# Cornelia Öhlund
Cornelia Öhlund (ur. 15 sierpnia 2005 w Sztokholmie) – szwedzka narciarka alpejska, czterokrotna medalistka mistrzostw świata.

## Kariera
Po raz pierwszy na arenie międzynarodowej pojawiła się 27 listopada 2021 roku w zawodach FIS w Levi, zajęła piąte miejsce w gigancie. W 2023 roku wystartowała na mistrzostwach świata juniorów w St. Anton, gdzie zwyciężyła w zawodach drużynowych. Podczas rozgrywanych rok później mistrzostw świata juniorów w Portes du Soleil drużynowo była druga, a w slalomie zdobyła brązowy medal. Ponadto na mistrzostwach świata juniorów w Tarvisio w 2025 roku zwyciężyła w slalomie.
W zawodach Pucharu Świata zadebiutowała 19 listopada 2022 roku w Levi, gdzie nie zakwalifikowała się do pierwszego przejazdu w slalomie. Pierwsze pucharowe punkty wywalczyła dzień później w tej samej miejscowości, kończąc slalom na 22. pozycji.
Wystartowała na mistrzostwach świata w Saalbach w 2025 roku, gdzie zajęła 11. miejsce w slalomie.

## Osiągnięcia

### Mistrzostwa świata
| Miejsce | Dzień     | Rok  | Miejscowość | Konkurencja | Czas biegu | Strata | Zwyciężczyni |
| ------- | --------- | ---- | ----------- | ----------- | ---------- | ------ | ------------ |
| 11.     | 15 lutego | 2025 | Saalbach    | Slalom      | 1:58,00    | +3,45  | Camille Rast |

### Mistrzostwa świata juniorów
| Miejsce | Dzień       | Rok  | Miejscowość      | Konkurencja          | Czas biegu | Strata | Zwyciężczyni          |
| ------- | ----------- | ---- | ---------------- | -------------------- | ---------- | ------ | --------------------- |
| DNF1    | 21 stycznia | 2023 | Sankt Anton      | Gigant               | 2:06,02    | –      | Hanna Aronsson Elfman |
| 1.      | 23 stycznia | 2023 | Sankt Anton      | Drużynowo            | –          | –      | –                     |
| DNF2    | 24 stycznia | 2023 | Sankt Anton      | Slalom               | 1:36,98    | –      | Hanna Aronsson Elfman |
| DNF1    | 31 stycznia | 2024 | Portes du Soleil | Kombinacja drużynowa | 2:06,38    | –      | Szwajcaria 1          |
| 2.      | 1 lutego    | 2024 | Portes du Soleil | Drużynowo            | –          | –      | Norwegia              |
| 10.     | 2 lutego    | 2024 | Portes du Soleil | Gigant               | 2:01,96    | +2,46  | Britt Richardson      |
| 3.      | 3 lutego    | 2024 | Portes du Soleil | Slalom               | 1:22,98    | +1,59  | Dženifera Ģērmane     |
| 5.      | 1 marca     | 2025 | Tarvisio         | Kombinacja drużynowa | 1:42,43    | +0,19  | Austria 2             |
| DNF     | 1 marca     | 2025 | Tarvisio         | Supergigant          | 1:02,30    | –      | Jasmin Mathis         |
| 14.     | 3 marca     | 2025 | Tarvisio         | Gigant               | 2:04,72    | +1,95  | Giorgia Collomb       |
| 1.      | 5 marca     | 2025 | Tarvisio         | Slalom               | 1:28,61    | –      | –                     |

### Puchar Świata

#### Miejsca w klasyfikacji generalnej
- sezon 2022/2023: 86.
- sezon 2023/2024: 79.

#### Miejsca na podium w zawodach
Öhlund nie stawała na podium zawodów PŚ.